# Sombr
Shane Michael Boose (Nueva York, 5 de julio de 2005), conocido por su nombre artístico Sombr, es un cantante, compositor y productor estadounidense. Lanzó su sencillo debut "Nothing Left to Say" en 2021 y su primer EP, "In Another Life", en 2023, a través de Warner Records y su propio sello SMB.

## Biografía

### Primeros años
Shane Michael Boose nació el 5 de julio de 2005 en la ciudad de Nueva York y se crio en el Lower East Side. Shane estudió canto en la Fiorello H. LaGuardia High School, pero abandonó sus estudios durante el penúltimo año tras el lanzamiento de su canción "Caroline" en junio de 2022. Actualmente reside en Los Ángeles, California.

### Carrera artística
Sombr adoptó su nombre artístico al lanzar su primer sencillo, "Nothing Left to Say", en octubre de 2021. El nombre refleja sus iniciales (SMB) y su estado emocional en ese momento. En septiembre de 2023, lanzó su primer EP.
En 2025, lanzó los sencillos "Back to Friends" y "Undressed", los cuales se viralizaron en la aplicación para compartir videos TikTok y se convirtieron en los mayores éxitos de Sombr, lo que le valió sus primeras apariciones en varias listas de éxitos internacionales, incluyendo el Billboard Hot 100. Gracias al éxito obtenido, Sombr ha recibido dos nominaciones a los MTV Video Music Awards de 2025, incluyendo Mejor Artista Nuevo y Mejor Video Alternativo.